# Státní znak Království Jugoslávie

Státní znak Království Srbů, Chorvatů a Slovinců resp. Království Jugoslávie

Státním znakem Království Srbů, Chorvatů a Slovinců a později Království Jugoslávie, byl přijat Vidovdanskou ústavou ze dne 28. června 1921.

## Popis
Státní znak tvořil bílý dvojhlavý orel se zlatou zbrojí na červeném štítu. Srdeční štít byl rozdělen na tři pole. První pole symbolizovalo Srbsko – bílým křížem čtvrcený štít, v jehož polích byl stříbrnou cyrilicí napsáno písmeno S, které je převzato z hesla sv. Sávy: Samo Sloga Srbina Spasava (Jenom Jednota Spasí Srby). Druhé pole představovalo Chorvatsko - červeno-bíle šachovaný štít. A třetí spodní pole patřilo Slovinsku - bílý půlměsíc pod třemi hvězdami na modrém poli. Na červeném štítu s orlicí byla královská koruna rodu Karađorđevićů. Velký státní znak byl navíc položen na hermelínový plášť s další královskou korunou.

### Oficiální popis
Oficiální popis státního znaku Vidovdanskou ústavou ze dne 28. června 1921:
| „                    | Grb je Kraljevine Dvoglavi Beli Orao u poletu na crvenom štitu. Vrh obe glave Dvoglavoga Belog Orla stoji Kruna Kraljevine. Na prsima orla je štit, na kome su grbovi, srpski: beo krst na crvenom štitu sa po jednim ognjilom u svakom kraku; hrvatski: štit sa 25 polja crvenih i srebrnastih naizmenice; slovenački: na plavome štitu tri zlatne šestokrake zvezde. Ispod toga beli polumesec. | “ |
| — Vidovdanská ústava | |   |